# Sphecius grandis
Sphecius grandis (лат.) — вид крупных песочных ос из подсемейства Bembicinae (триба Bembicini). Охотник за певчими цикадами, известный в США как «западный убийца цикад» (western cicada killer).

## Распространение
Северная и Центральная Америка: западные штаты США, Мексика, Никарагуа, Коста-Рика и Гондурас. Sphecius grandis предпочитает более высокие места обитания, чем близкие к нему виды S. convallis и S. speciosus. Средние высоты обитания для S. grandis составляют 755 м ± 23,3 м, в то время как у S. speciosus — 219 м ± 4,7 м, у S. convallis — 582 м ± 30,9 м, а у вида S. hogardii (18 м ± 5 м).
В США встречаются западнее Скалистых гор: Айдахо, Аризона, Калифорния, Канзас, Колорадо, Вашингтон, Оклахома, Орегон, Небраска, Невада, Нью-Мексико, Техас, Юта. В Мексике отмечены в таких штатах как Нижняя Калифорния, Южная Нижняя Калифорния, Коауила, Нуэво-Леон, Тамаулипас и Юкатан.

## Описание

### Строение
Крупные и очень крупные яркоокрашенные осы (длина от 3 до 5 см). По своим размерам они относятся к самым крупным представителям ос, таким как Pepsis (Pompilidae), Megascolia procer (Scoliidae) и Editha magnifica (Bembicini).
Брюшко S. grandis с желтыми пятнами на 1—6 сегментах. Основная окраска варьирует от рыжей до чёрной с промежуточными формами. Мандибулы двузубчатые. Внутренние края глаз сближены. Усики длинные, градуально увеличивающиеся к вершине, но не булавовидные. Нижнечелюстные щупики 6-члениковые, нижнегубные щупики состоят из 4 сегментов. Стернаули отсутствуют. Голени средних ног с двумя апикальными шпорами. Птеростигма маленькая.
Сходные виды ос: S. convallis, S. hogardii, S. speciosus, S. spectabilis. От них самцы S. grandis отличается выпуклыми снизу II—IV-ми члениками жгутика усика, а самки отличаются рыжеватыми отметинами на первом и втором тергитах.
Самцы весят до 95 мг, самки крупнее — до 256 мг из-за наличия яичников и запасов ресурсов для развития яиц. Тем не менее, соотношение крыловой мускулатуры к массе тела одинаково у обоих полов.

### Особенности биологии
После появления из яиц личинок ос они начинают питаться тканями цикад, заранее пойманных матерью. Самцы рождаются раньше самок, спаривание происходит в период с июля до начала августа. Сроки появления самок эволюционировали в соответствии с аналогичными сроками появлением тех видов цикад в этой области (Tibicen duryi и T. parallela), на которых они охотятся.
Поскольку самцы появляются раньше, чем самки, то они конкурируют за сопряженные территории, окружающие гнезда, в которых находятся самки. Во время боя самцы рискуют повредить свои крылья или конечности, сражаясь друг с другом. Среди способов борьбы — схватить другого самца-конкурента и перенести его высоко в воздух, что служит демонстрацией силы. Как правило, чем крупнее самец, тем чаще он преобладает в боях. Возраст также влияет на успех в обороне охраняемой территории; чем моложе оса, тем больше вероятность успешного захвата территории. Некоторые мелкие самцы участвуют в нетерриториальной тактике спаривания, чтобы повысить свои шансы на выживание.
Самки сексуально восприимчивы сразу после появления и вылета из материнского гнезда, но не выбирает себе партнёра. Вместо этого совокупляется с первым самцом своего вида, который находит её, после чего отвергает всех остальных.
Самцы после рождения и выхода из гнезда выбирают область, близкую к гнезду с самками внутри и охраняют территорию вокруг неё, чтобы иметь больше шансов на спаривание. Они предпочитают садиться на различные высокие субстраты, такие как пни, камни, травы, стволы и нижние ветви деревьев. Самцы принимают положение наблюдателя, готовясь к появлению другого самца или хищника. В одном из исследований было показано, что подавляющее большинство помеченных ос каждый день возвращались к одному и тому же месту, и только два самца поменялись местами между двумя разными точками. На землю садятся редко.

### Терморегуляция
Было обнаружено, что Sphecius grandis способны к терморегуляции, что позволяет им контролировать территорию в течение всего дня. Исследование Джозефа Коэльо (Coelho et al., 2007) показало, что во время территориального патрулирования осы этого вида имеют высокую и регулируемую температуру груди (мезосомы). Эксперименты показали, что осы способны переносить тепло от груди на брюшко и что брюшко обычно холоднее груди. Это связывают с работой крыловых мышц, расположенных в грудном отделе. Мертвые осы, которые были помещены на солнце, достигли аномально высоких температур тела по сравнению с живыми осами, что сидят на близлежащих растениях.

### Гнездование и охота
Своим гнездовым поведением S. grandis сходны с близким видом S. speciosus. Как и другие представители рода Sphecius эти осы также гнездятся в земле, причём в одном месте может находиться большая колония из сотен гнёзд, у каждого из которых своя хозяйка-охотница. Подземные ходы-туннели длиной около одного метра осы в основном роют в хорошо дренированной, песчаной почве, часто под тротуарами, но, как правило, на открытых и хорошо освещённых местах. Большую часть (примерно 90 %) всей своей жизни оса проводит под землей на стадии личинки и лишь около двух недель живёт в стадии имаго, когда охотится и оставляет потомство. Он редко заселяют земли, затенённые богатой растительностью, предпочитая хорошо освещённые солнечным светом биотопы. Холмики осиных гнёзд легко узнаваемы благодаря своему уникальному U-образному входу.
Охотятся за цикадами (Cicadidae), которых жалят в центральную нервную систему, парализуют ядом и доставляют в гнездо. В гнездовую ячейку откладывают одно яйцо. Самки ос переносят цикад, которые в среднем на 88 % тяжелее, чем их собственная масса тела. Предполагается, что Sphecius grandis также способны захватывать цикад во время их полёта, а не только сидящих на каком-либо субстрате. Для выведения своего потомства в каждую гнездовую ячейку оса доставляет одну или две цикады, редко большее число экземпляров. Когда личинки вылупляются из яиц, пойманная матерью цикада обеспечивает питание для подрастающего потомства, так как личинка растёт и проходит несколько линек-возрастов. Среди основных жертв цикады видов Tibicen duryi, Tibicen dealbata и Tibicen parallela (род Tibicen, Cicadidae). За свою недолгую жизнь взрослая оса добывает около 20 цикад.
Осы преимущественно охотятся за самками цикад, потому что у них больше питательных тканей, но так как самцов цикад осам легче найти, то в отдельных случаях может наблюдаться системный уклон в сторону жертв мужского пола.
Осы Sphecius grandis способны к терморегуляции, что позволяет им охотиться за цикадами в течение дня, когда цикады наиболее заметны. Взрослые осы способны питаться нектаром. Некоторые самцы после вылупления летают около деревьев и питаются сапом.

## Таксономия

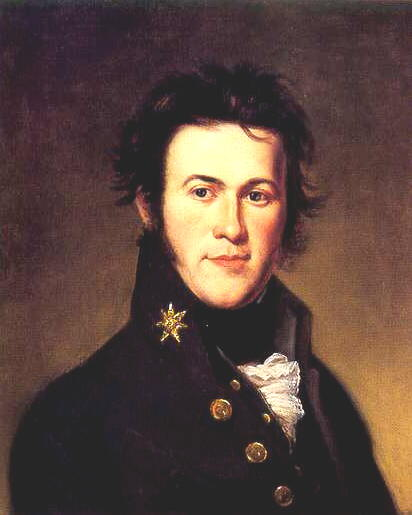
Томас Сэй, впервые описавший этот вид ос

Вид был впервые описан в 1823 году американским энтомологом Томасом Сэем (Thomas Say, 1787—1834) под первоначальным названием Stizus grandis Say, 1823 по материалам из каньона Мадера в штате Аризона. Это один из пяти видов рода Sphecius в Северной Америке. Исследование митохондриальной ДНК показало, наличие двух клад в составе Sphecius grandis (одной в западной части ареала, а другой на востоке и юге), которые могут представлять собой виды-двойники.

## Ужаления
Человеку приходится часто сталкиваться с этими осами, так как они строят свои гнёзда в близости от домов, во дворах и в садах. Однако, в целом, это не агрессивный вид ос, людей они, как правило, игнорируют, жалят только при защите. Степень силы ужаления в Калифорнии (где это крупнейший вид ос) оценивается как средняя или высокая.
Ужаления рассматриваются по уровню летальности как 46 LC, измеренного по LC=μg⁄LD50 (LC="летальность", μg="яд насекомого", LD50="μg⁄g яда", g="размер млекопитающего, принявшего дозу" и LD="летальная доза").